# Національний консультативний комітет з повітроплавання
Націона́льний консультати́вний коміте́т з повітропла́вання, НАКА (англ. National Advisory Committee for Aeronautics, NACA) — федеральне агентство США, яке займалось проведенням досліджень в галузі авіації і було попередником NASA (реорганізоване у 1958 році).

## Історія

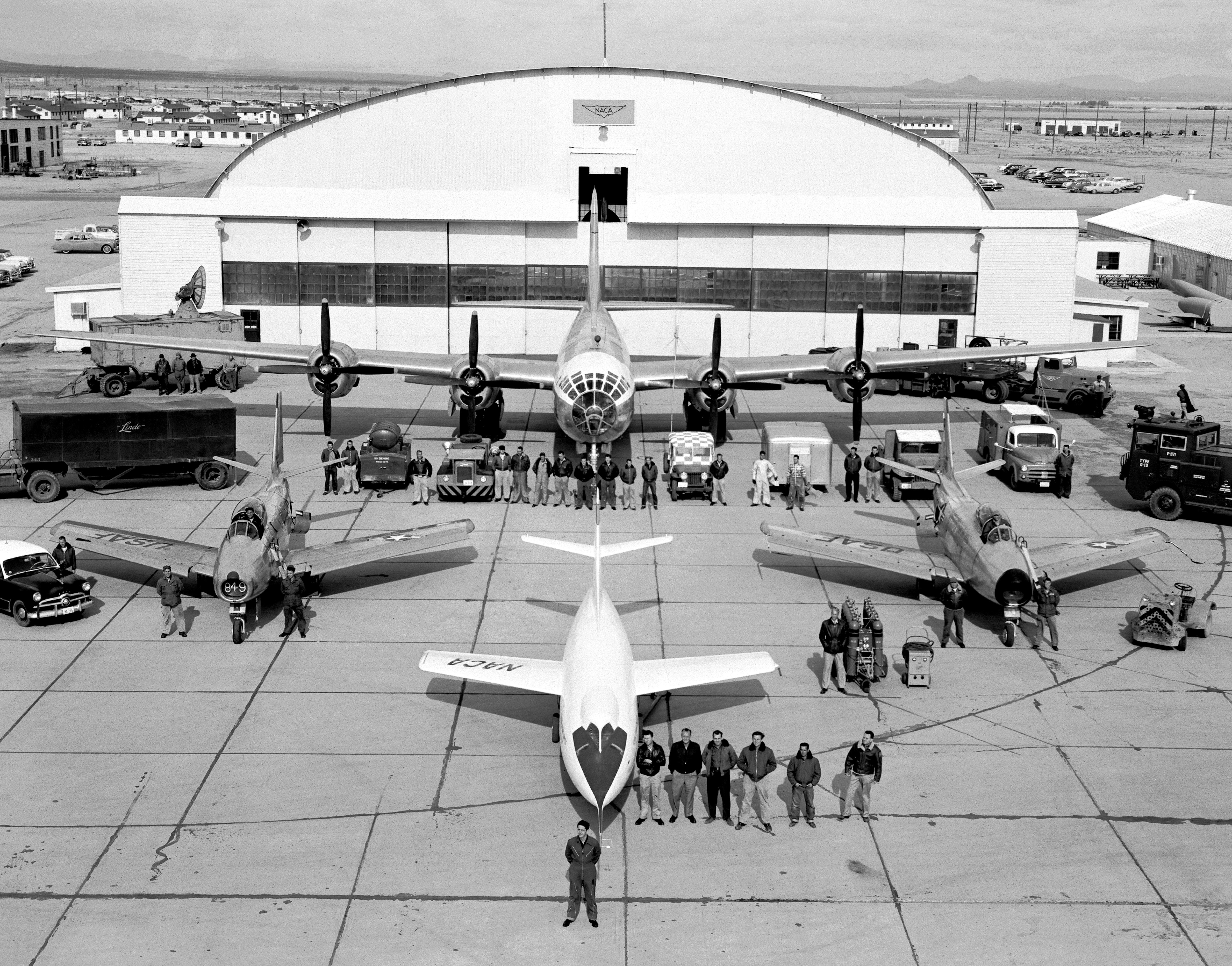
Тестовий полігон NACA на авіабазі «Эдвардс», Каліфорнія

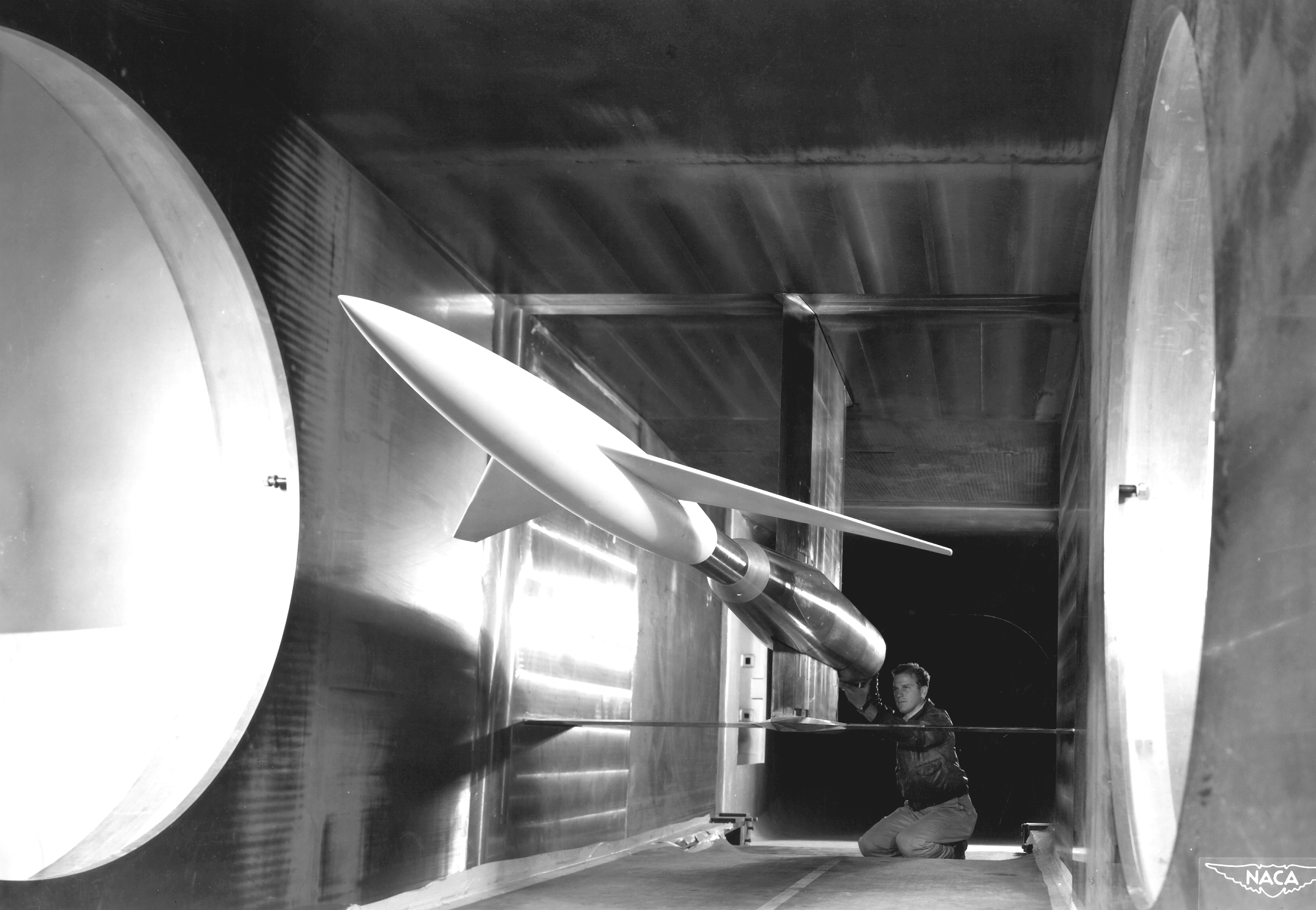
Інженер налаштовує макет літака перед випробуванням у надзвуковій аеродинамічній трубі

NACA було створено у 1915 році у зв'язку з потребою координації авіаційної галузі в умовах участі США у Першій світовій війні. Прообразом для американського відомства послужив Консультативний комітет з повітроплавання (англ. Advisory Committee for Aeronautics) Великої Британії, а також аналогічні агентства інших європейських держав. В установчому Акті Конгресу від 3 березня стверджувалось, що «обов'язками консультативного комітету з повітроплавання повинні стати контроль та управління науковими роботами з проблем польоту для їх практичного вирішення».
В 1922 році кількість співробітників NACA досягла 100 осіб, у 1938 році — 426. Їхніми зусиллями в NACA були розроблені власні моделі обтічника, аеродинамічних труб, повітрозабірників. Останні донині використовують у сучасній авіації, зокрема в конструкції винищувача F-22 Raptor.
У структуру NACA входили:
- Лабораторія аеронавтики імені Ленглі (англ. Langley Memorial Aeronautical Laboratory) (Гемптон, Вірджинія)
- Дослідницький центр Еймса (аеропорт Моффет-Філд)
- Дослідницька лабораторія авіаційних двигунів (Науково-дослідний центр Льюїс, англ. Lewis Research Center)
- Центр випробувальних польотів Марока (авіабаза «Едвардс»)

21 листопада 1957 року у штаті агентства було створено Спеціальний комітет з космічних технологій. Цікаво, що у склад цього комітету одночасно увійшли Хендрик Вейд Боде (англ. Hendrik Wade Bode), який брав участь у розробці автоматичної артилерійської системи для збивання ракет Фау-1 під час бомбардувань Лондона і Вернер фон Браун, який очолював проект Фау-2. Очолював комітет Гайфорд Стівер, тому підрозділ також називали Стіверівським комітетом.
5 березня 1958 року голова Науково-консультативного комітету при президенті Джеймс Кілліан представив Дуайту Ейзенхауеру меморандум під назвою «Organization for Civil Space Programs», у якому закликав президента дати санкцію на утворення NASA на базі «підсиленого та перейменованого» Національного консультативного комітету з повітроплавання. Таким чином, 7500 співробітників комітету та його активи на суму $300 млн перейшли у підпорядкування новоутвореного космічного агентства.

## Керівники
1. Джордж Скрівен (англ. George P. Scriven), (Армія США) (1915–1916)
2. Вільям Дюранд (англ. William Frederick Durand), (Стенфордський університет) (1916–1918)
3. Джон Фрімен (англ. John Ripley Freeman) (консультант) (1918–1919)
4. Чарльз Волкотт (англ. Charles Walcott), (Смітсонівський інститут) (1920–1927)
5. Джозеф Світмен Еймс (англ. Joseph Sweetman Ames), (Університет Джонса Гопкінса) (1927–1939)
6. Веннівер Буш (англ. Vannevar Bush), (Інститут Карнегі) (1940–1941)
7. Джером Хансакер (англ. Jerome Clarke Hunsaker), (ВМС США, МТІ) (1941–1956)
8. Джеймс Дуліттл (англ. James Harold "Jimmy" Doolittle), (Shell Oil) (1957–1958)